# Vacariça
Vacariça ist eine Gemeinde (Freguesia) im portugiesischen Kreis Mealhada. In ihr leben 1678 Einwohner (Stand 19. April 2021).